# The DoDo Men
嘟嘟人（英語：The DoDo Men）是台灣的一個YouTube頻道，由前美國蘋果公司工程師Ian（李立唯）與美國精算師Eric（陳建安）共同創立，於2020年2月2日在YouTube上傳首部影片。頻道宗旨為「跳脫舒適圈」，希望藉由影片傳達該理念並鼓勵大家嘗試各種事物，影片類型包含挑戰、旅遊、職業、美國學職生活分享等主題，粉絲暱稱為「Dolphin」。頻道定期於台灣時間每週三晚上九點更新影片。2023年4月10日起主持Podcast「跳脫Do式圈」，並在4月14日成立「跳脫Do式圈」影像版的YouTube頻道。2023年6月2日發行電子報。2024年1月31日宣布，主頻道將朝向個人獨立拍片為主，合體拍片為輔的形式進行。

## 經歷
頻道初期以介紹兩人各自職業（蘋果公司工程師、精算師）的影片首度受到廣大關注，2020年10月22日，兩人於頻道中上傳一部影片宣布兩人辭去在美國矽谷的高薪工作的消息，決定回台灣從事YouTube影片內容創作，再度引起熱議。
2020年8月，主頻道「The DoDo Men - 嘟嘟人」達到10萬訂閱；2021年4月達到30萬訂閱，10月達到50萬訂閱；2023年11月達到80萬訂閱，2023年12月達到90萬訂閱；2024年3月18日達到100萬訂閱。
2024年4月5日，副頻道「跳脫Do式圈」達到10萬訂閱。

## 成員
| 姓名             | 生日          | 簡介 |
| ---------------- | ------------- | --- |
| Ian Lee 李立唯   | 1989年2月23日 | 美國加利福尼亞大學洛杉磯分校 (UCLA) 機械工程系畢業。台灣屏東人，於小學5年級時隨家人移民美國，大學畢業後在矽谷就職，曾任5年的蘋果公司包裝工程師。現居在台北（辦公室）。    |
| Eric Chen 陳建安 | 1990年9月24日 | 美國加利福尼亞大學柏克萊分校 (UC Berkeley) 經濟、統計雙主修畢業。台灣台北人，於國中2年級時隨家人移民美國，大學畢業後在矽谷就職，2019年取得精算師執照。 現居住在Pasadena。 |

## 參與活動

### 節目
- 2020 MOMOTV《今天大小事》[6]
- 2020 阿滴英文《去美國唸書真的比較好? 會被歧視? 超難畢業?》
- 2020 阿滴日常《壯大簽名牆! Dodoman來工作室的一天》
- 2020 哈佛姐夢遊矽谷 AliceInSiliconWonderland《台灣 VS 美國｜那些年我們一起讀過的大學》
- 2021 志祺七七 X 圖文不符《現在的小學生都在考什麼？小學考題你能考 100 分嗎？《七七大挑戰》Ep. 004》
- 2021 Celine and Cynthia - 不只是旅行《【 司馬庫斯 Vlog Ep.1 】神木群後竟然有魔法森林 !? 這不是你去過的司馬庫斯 ! 兩天一夜從新竹走到宜蘭》
- 2021 金魚腦Goldfish Brain《跟YouTuber視訊以物易物，最後竟然換到？？！》
- 2021 哈佛姐夢遊矽谷 AliceInSiliconWonderland《跟The DoDo Men一起跳脫舒適圈！｜哈佛校園隱藏版挑戰！｜結果卻令人崩潰...？》
- 2021 style master《新世代正能量Youtuber The DoDo Men／我們從沒plan B，只能頭也不回往前走。》
- 2021 sofasoda《【問問先輩】The Dodo Men 嘟嘟人來客座 EP1》
- 2022 Hey, I'm IvyChao《Eric包包都沒在整理？Ian的錢包都脫皮了？》
- 2022 May Fit《挑戰DoDoMen的居家Tabata 28分鐘終結者徒手燃脂訓練💀May也撐不下去!? 》
- 2022 wow桃姐《跟著DoDoMen跳脫舒適圈！蝦蝦公主PK彪哥釣蝦 part2》
- 2022 一輪的運動日常eLun_fitnessTW《【騎車】騎巴拉卡公路不夠累？加碼擦反光鏡，之後還會有來賓想一起騎車嗎？The Dodo Men的重大計畫是...？》
- 2022 凱蒂瑜伽 Flow With Katie《舒緩瑜伽-開髖大字馬練習》
- 2022 凱蒂瑜伽 Flow With Katie《第一次瑜伽手平衡就起飛》
- 2022 理科太太 Li Ke Tai Tai《[多理多知益智問答節目] 社會菁英正面對決了？！ #多理多知 S1 EP3》
- 2022 莎白Elizabeth《誰是間諜｜美國小留學生藏在英文母語人士裡面 會被發現嗎？》
- 2023 小熱唱《美國工作後才知道的殘酷真相 不敢追美國女生的原因太真實》
- 2023 驚奇玩起來 AmazingTalker Show《The DoDo Men在美國慘遭霸凌?!Apple跟Google之間有心結?!現場教你如何有ABC腔及彈舌技巧!!》
- 2023 賀瓏夜夜秀《夜夜秀現場飛鏢盲射世界地圖》
- 2023 Dcard Video《上班族地獄！下班尖峰時段的台北，用跑步跑得贏開車嗎？！ 【市民大道公路奔馳】》
- 2023 百靈果《改變一生的車禍，創立Dodo men 這個頻道的原因》
- 2023 百靈果《亞洲父母的框架》
- 2023 百靈果《Express 超好吃！》
- 2024 簡少年《在美國也能收驚？！說不能做越要做！DoDoMen不信邪的下場是...《如此之迷信》EP11》
- 2024 May Fit《May 跟DODOMen Eric 在紐約合體 高熱量美食探店 New York Food Tour VLOG》
- 2024 The KK Show - 253 The Dodo Men
- 2024 三個字SunGuts《小時候打球腰拉傷，走久坐久都腰痠！？》
- 2024 阿滴英文《最簡單的國際英文檢定? 裸考PTE我們可以拿幾分!?》
- 2024 志祺七七Podcast《The DoDo Men怎麼定義「跳脫舒適圈」？一直跳脫不會累嗎？分開拍之後，模式有哪些變化？｜強者我朋友 EP 075》
- 2024 Kimmy World Words So《握握手-帶你玩泰國2024曼谷最夯夜市｜Save One Go｜竟然找到免費美食？便宜到哭｜這些你一定沒吃過｜泰國人都逛這｜泰國最便宜夜市｜挑戰極限尋寶‬》
- 2024 阿滴英文《這隻情勒鳥居然也有出檢定!! 裸考Duolingo英檢我們可以上哪所美國大學?》
- 2024 一輪的運動日常eLun_fitnessTW《騎40km就挑戰一日台北到高雄！新手如何準備北高挑戰？》
- 2024 驚奇玩起來 AmazingTalker Show《The Dodo Men & 丹麥 Anton登場！？外國人最討厭台灣的三件事？丹麥看似快樂其實都是假象？驚奇脫口秀#238‬》
- 2024 Celine and Cynthia《不只是旅行你們都錯過寮國萬榮了！東南亞最酷酒精漂漂河、便宜、好玩又漂亮、這裡絕對是背包客天堂！‬》
- 2025 STR Network【#賀瓏夜夜秀】《揭秘去非洲的真相？賀瓏終於整到Dodomen了！》
- 2025 哈佛姐夢遊矽谷《DoDoMen Ian來了！美國出車禍超燒錢？台美教育差很多？》
- 2025 【Podcast】EP61｜Eric一度差點退出？到底為什麼分開拍影片？YouTuber停更潮下的單飛不解散？ - Ian
- 2025 【Joeman】開箱Youtuber的家！1000萬訂閱對決100萬訂閱對決10萬訂閱《Joe是要對決S2》Ep266 ft.真奈特每天都在瞎忙、DODOMEN、奇軒
- 2025 哈佛姐夢遊矽谷《Ian追女生的絕招？超爆笑台語挑戰！ft. The DoDoMen‬》
- 2025 【小週末開Pod】EP.7｜Ian公開初戀的浪漫故事！東西方文化差異竟然這麼大｜黃小米＆陳又榕
- 2025 【營養健身葛格Peeta】『堅持下去，人生終究會慢慢成為你想要的樣子！』226超級鐵人Ian來了！訓練8個月、耗費13.5小時完賽的地獄級賽事Ft. ⁠ ‪@TheDoDoMen‬ Ian
- 2025 【Beauty美人圈】酸民過來坐下！The DoDo Men 嘟嘟人來回覆酸民留言，破防回嗆：你給我等著！

### 演講
- 2021 TEDxNTHU年會《TRANS-》[7]

### 配音
- 2023 《蜘蛛人：穿越新宇宙》
  - Eric飾演 都會小蛛
  - Ian飾演 彼得·帕克／蜘蛛人'67

### 廣告
- 2024 《海尼根啤酒》品牌摯友
- 2025 《國泰步步攻億走》代言人

### 音樂
- 2021年2月 《The DoDo Men 片頭曲》(Version 1.0)【詞/曲/唱：The DoDo Men ，製作：湯包（做音樂治百病）】
- 2024年6月 《The DoDo Men 片頭曲》(Version 2.0)【詞/曲/唱：The DoDo Men ，製作：湯包（做音樂治百病）】

## 獎項記錄
| 年份 | 典禮名稱    | 獎項             | 入圍作品                                                                      | 結果 |
| ---- | ----------- | ---------------- | ----------------------------------------------------------------------------- | ---- |
| 2022 | 第4屆走鐘獎 | 年度男創作者獎   | 騎腳踏車在美國地圖上簽名！頻道史上最累的企劃！騎到屁股爛掉爆胎被狗追超崩潰... | 提名 |
| 2022 | 第4屆走鐘獎 | OPEN 獎          | 2021蘋果 M1 iMac開箱！蘋果工程師來講解蘋果包裝的設計有多變態！                | 提名 |
| 2023 | 第5屆走鐘獎 | 說走就走獎       | 最靠北的加拿大！跟著極圈居民出海打獵吃生肉！                                  | 提名 |
| 2023 | 第5屆走鐘獎 | 運動健身獎       | 挑戰初馬3小半！6個月跑了6國家成為台灣最快的創作者！                           | 提名 |
| 2023 | 第5屆走鐘獎 | 最佳紀錄片獎     | 挑戰初馬3小半！6個月跑了6國家成為台灣最快的創作者！                           | 提名 |
| 2024 | 第6屆走鐘獎 | 年度最佳影片獎   | 從美國街頭隨機抓路人回台灣！外國帥哥第一次來台直接愛上？！                    | 提名 |
| 2024 | 第6屆走鐘獎 | 年度團體創作者獎 | 從美國街頭隨機抓路人回台灣！外國帥哥第一次來台直接愛上？！                    | 獲獎 |
| 2024 | 第6屆走鐘獎 | 最佳製作人獎     | 從美國街頭隨機抓路人回台灣！外國帥哥第一次來台直接愛上？！                    | 提名 |
| 2024 | 第6屆走鐘獎 | 最佳剪輯獎       | 全世界最大的金字塔其實隱藏在中美洲森林裡！近期考古學的最大發現！              | 提名 |
| 2024 | 第6屆走鐘獎 | 說走就走獎       | 超狂！實測走鐘獎「說走就走」入圍者！直接帶出國！                              | 提名 |
| 2024 | 第6屆走鐘獎 | 生命貢獻獎       | 挑戰四小完成首次全馬：曾經想放棄一切的人生低潮                                | 提名 |

## 爭議
YouTuber波特王於2024年6月踢爆中國大陸砸重金邀請台灣網紅旅遊拍片，目的為對台灣進行「文化統戰」。在此敏感時期，嘟嘟人成員Ian剛好與其他網紅同赴西藏旅遊，令外界出現質疑此趟旅程不單純的聲音。 

## 腳註

## 外部連結
- YouTube上的The DoDo Men - 嘟嘟人頻道 （页面存档备份，存于）
- YouTube上的The DoDo Men Podcast - 跳脫Do式圈頻道 （页面存档备份，存于）
- The DoDo Men - 嘟嘟人的Instagram帳戶
- The DoDo Men - 嘟嘟人的Facebook專頁 （页面存档备份，存于）
- Eric Chen的Instagram帳戶
- Ian Lee的Instagram帳戶